# Under rosen
Udtrykket under rosen kommer af latin sub rosa og hentyder til betydningen "i fortrolighed".
Først attesteret i 1654, fra Latin sub rosā, "under rosen". Rosens bibetydning for fortrolighed daterer sig tilbage til græsk mytologi. Afrodite gav en rose til sin søn Eros, kærlighedens gud; han gav den til gengæld til Harpokrates, guden for stilhed , for at sikre sig at hans mors indiskretion blev holdt under dække (holdt hemmelig).
I Middelalderen forpligtede en rose ophængt under loftet i en rådssal alle tilstedeværende – dem under rosen – til fortrolighed (hemmeligholdelse).
Romerske festhaller havde deres lofter udsmykket med roser som en visning af udtrykket Sub vino sub rosa est (Hvad der siges under vin er under rosen).